# 氯氧化镁
氯氧化镁，又被称为镁氢氯酸盐，是指几种镁、氯、氧和氢的化合物，其一般化学式为xMgO·yMgCl
2·zH
2O，其中x、y和z可以是不同的值，又或等效表示为Mg
x+y(OH)
2xCl
2y(H
2O)
z−x。此類化合物通常使用的简单化学式是MgClOH，在高中化学科目中经常出现。此类化合物的其他名称包括羟基氯化镁、氯羟化镁，羟基氯氧化镁和碱性氯化镁。其中一些化合物是索雷尔水泥的主要组成部分。目前名称相同，但化学式为MgOCl的物质尚未被发现。

## 化合物
该系统的MgO – MgCl
2 – H

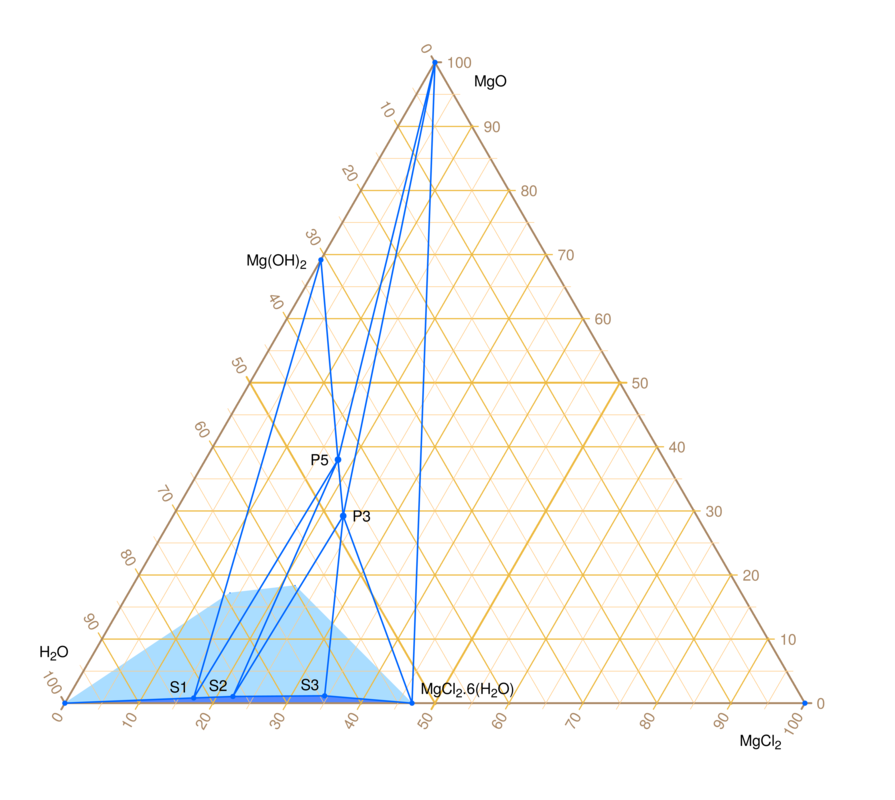
在约23°C下，镁氧化物（MgO） - 氯化镁（MgCl2） - 水（H2O）三元系统的相图。稳定的氧氯化物相是P5（第五相，5:1:8）和P3（第三相，3:1:8）。深蓝色区域是清晰的溶液(Sol)。饱和溶液的三重平衡点是S1（Sol:Mg(OH)2:P5），S2（Sol:P5:P3）和S3（Sol:P3:MgCl2·6H2O）。浅蓝色区域是均匀亚稳凝胶的近似成分范围。

2O三元图具有以下明确定义和稳定的相：
- Mg(OH)
2（氢氧化镁，莫来石矿物）
- 2Mg(OH)
2·MgCl
2·4H
2O = Mg
3(OH)
4Cl
2·4H
2O（"第二相", "2:1:4"）
- 3Mg(OH)
2·MgCl
2·8H
2O = 2Mg
2(OH)
3Cl·4H
2O（"第三相", "3:1:8"）
- 5Mg(OH)
2·MgCl
2·8H
2O = 2Mg
3(OH)
5Cl·4H
2O（"第五相", "5:1:8"）
- 9Mg(OH)
2·MgCl
2·5H
2O = Mg
10(OH)
18Cl
2·5H
2O（"第九相", "9:1:5"）
- MgCl
2·6H
2O（氯化镁六水合物）

第三相和第五相可能在室温下存在，而第二相和第九相仅在温度超过100°C时稳定。 所有这些化合物都是无色结晶固体。
在室温下，当试剂混合时，最初会形成类似凝胶的均匀相，最终结晶为第5相、第3相或与Mg(OH)
2或MgCl
2·6H
2O的混合物。
还可以通过加热“自然”相获得其他低级水合物：
- 2Mg(OH)
2·MgCl
2·2H
2O（第二相的二水合物；~230°C）
- 3Mg(OH)
2·MgCl
2·5H
2O（第三相的五水合物；~110°C）
- 3Mg(OH)
2·MgCl
2·4H
2O（第三相的四水合物；~140°C）
- 5Mg(OH)
2·MgCl
2·4H
2O（第五相的四水合物；~120°C）
- 5Mg(OH)
2·MgCl
2·3H
2O（第五相的三水合物；~150°C）
- 9Mg(OH)
2·MgCl
2·2H
2O（第九相的二水合物；~190°C）

此外，通过用乙醇洗涤天然的八水合物，可以获得第五相的的七水合物5Mg(OH)
2·MgCl
2·7H
2O。
所有四个稳定相都有无水版本，例如3Mg(OH)
2·MgCl
2（无水第三相）和5Mg(OH)
2·MgCl
2（无水第五相），其晶体结构为Mg(OH)
2。它们可以通过加热至约230°C（第三相和第五相）、约320°C（第二相）和约260°C（第九相）来获得。

## 历史
这些化合物是1867年由法国化学家Stanislas Sorel（斯坦尼斯拉斯·索雷尔）发明的熟氧化镁水泥的主要成分。
在19世纪末，有几次尝试确定索雷尔水泥的组成，但结果并不确定。 直到1909年，罗宾森和瓦格曼在 1909 年才正确分离和描述了第三相。 第5相则由卢肯斯于1932年鉴定。

## 物理性质

### 溶解性
氯氧化物微溶于水。
在约23°C的MgO – MgCl
2 – H
2O体系中，完全液态区域的顶点位于以下三重平衡点（质量分数，不是摩尔分数）：
S1 = 0.008 MgO + 0.170 MgCl
2 + 0.822 H
2O（溶液:Mg(OH)
2:P5）
S2 = 0.010 MgO + 0.222 MgCl
2 + 0.768 H
2O（溶液:P5:P3）
S3 = 0.012 MgO + 0.345 MgCl
2 + 0.643 H
2O（溶液:P3:MgCl
2·6H
2O）
其他顶点包括纯水、氯化镁六水合物和饱和Mg(OH)
2溶液（质量为0.0044 MgO + 0.9956 H
2O）。

### 分解和降解
无水形式在加热至450-500°C以上时分解，通过水氢氧根和氯离子的分解释放水和氢氯酸，留下氧化镁残留物，反应如下：
2HO−
 → O2−
 + H
2O
H
2O + 2Cl−
 → O2−
 + 2HCl
将氯氧化物长时间暴露于水中，会溶出可溶性的MgCl
2，留下水合莫来石Mg(OH)
2。
暴露于大气中时，氯氧化物会缓慢与空气中的二氧化碳CO
2发生反应，形成氯碳酸镁。 无水和部分水合形式也会吸水，逐渐转变为第五相，然后在转化为氯碳酸盐的过程中变为第三相。唯一的例外是第九相的的二水合物和六水合物，在许多月内保持不变。

## 结构
第三相的晶体结构为三斜晶系，空间群为{\displaystyle P{\bar {1}}}，晶格参数z = 2。 固体由聚合的氢氧羟阳离子组成，以镁原子形成双链，氧原子在羟基团和络合水分子中起到桥接作用。这些线性阳离子与氯离子和一些未结合的水分子相互交错和中和，得到通用的化学式[(Mg
2(OH)
3(H
2O)
3)
n]n+ ·nCl−
 · nH
2O。
第五相的结构被认为类似，通用分子式为 [(Mg
3(OH)
5(H
2O)
x)
n]n+·nCl−
 · n(4-x)H
2O。
第三相和第五相的无水形式与Mg(OH)
2具有相同的结构，即每个镁阳离子层夹在两层羟基或氯离子之间。
第五相的晶体形成为卷曲的片状长针。
第三相的拉曼光谱在3639和3657 cm−1处有峰，而第五相的在3608和3691 cm−1处有峰，莫来石在3650 cm−1处有峰。 这些峰被归因于氢氧基基团的拉伸振动。 第三相的还有一个在451 cm−1处的峰，归因于Mg–O键的拉伸。

## 制备

### 从MgO或Mg(OH)2和MgCl2
可以通过将粉末氧化镁MgO与水H
2O中的氯化镁MgCl
2溶液在室温下以摩尔比3:1:11和5:1:13混合来制备第三相和第五相，这是制备索雷尔水泥的常见方法。 也可以使用调整过量的水代替氧化物使用氢氧化镁。
为了获得最佳效果，氧化镁应具有小的粒径和大的比表面积。可以通过在约600 °C下煅烧碳酸氢氧化镁Mg
5(OH)
2(CO
3)
4·4H
2O制备。温度越高，粒径越大，反应速率越慢。
据信多亏镁氯溶液的轻微酸性性质，在反应过程中氧化镁会不断水合和溶解。 这种酸性归因于镁六水合阳离子的水解：
[Mg(H
2O)
6]2+
 ↔ [Mg(OH)(H
2O)
5]+
 + H+

质子（实际上是水合的，例如H
3O+
）使溶液呈酸性；随着MgCl
2浓度从30%增加到70%（按重量计），pH值从6.5变化到4.7。 然后，质子与几乎不溶解的氧化物或氢氧化物发生反应并溶解，例如
MgO + 2H+
 + 5H
2O → [Mg(H
2O)
6]2+

Mg(OH)
2 + H+
 + 4H
2O → [Mg(OH)(H
2O)
5]+

溶液中的[Mg(H
2O)
6]2+
和[Mg(OH)(H
2O)
5]+
离子然后结合成带有多个镁原子的复杂阳离子，被氢氧根阳离子和水分子桥接（镁水合氢氧根络合物），通用公式为 [Mg
x(OH)
y(H
2O)
z](2x−y)+。 这个过程涉及额外的水解，将一些H
2O配体转化为OH−
并释放更多H+
，这使氧化物溶解更多。
在几个小时的时间里，这些阳离子不断结合成更大的复合物，随着它们的增长而变得不太溶解。在室温下几小时后，这些阳离子和氯离子会以（或将溶液转变为）水凝胶的形式沉淀，然后逐渐结晶为第三相、第五相、固体氧化镁，氯化物，一些残留的溶液。 根据试剂的比例，起初可能会形成第五相，但然后会与过量的氯反应形成第三相。
氧化镁还可以与水反应形成氢氧化物，由于其溶解性差，会包覆氧化物颗粒并阻止进一步的水合。 溶液中阳离子水解提供的酸性溶解了这个涂层，从而使这个过程连续进行，直到其中一种反应物耗尽。

### 从MgO或Mg(OH)2和HCl
这些化合物也可以通过氧化镁或氢氧化镁和盐酸制备。 MgO – H
2O – MgCl
2相图包含在MgO – H
2O – HCl相图中。

### 从MgCl2和NaOH
可以通过使用NaOH代替MgO或Mg(OH)
2，使所有试剂都是溶液，来避免制备氧化镁并确保其完全反应。 但是，对于某些试剂浓度，氯化钠NaCl也可能沉淀。
在氯离子[Cl-]浓度为2.02 ± 0.03 mol/L、镁离子（作为Mg2+和其他阳离子）浓度为1.78 ± 0.07 mol/L，以及pH为7.65 ± 0.05的条件下，第五相只在相当小的范围内沉淀。稳定的第三相在更广泛的情况下沉淀，即当[Cl]为6.48 ± 2.17 mol/L，[Mg]为3.14 ± 1.12 mol/L，pH为6.26 ± 0.14

### 其他
1872年的一份简短报告描述了在氯化镁铵Mg(NH4)Cl3的溶液中，经过数月的剩余氨的静置后，形成了呈细针状块状物的近似配方为5MgO·MgCl2·13H2O的固体。
G. André在1882年声称通过熔融无水氯化镁和粉末氧化镁制备了无水氧氯化物。